# Rosental (Kärnten)
Das Rosental (slowenisch Rož) ist ein von der Drau durchflossenes, im südlichen Kärnten gelegenes Tal.

## Geographie
Das Tal ist ungefähr 40 km lang. Es reicht von der Drauschleife bei Rosegg im Westen bis zur Mündung der Vellach im Osten. Im Norden wird es vom Höhenzug der Sattnitz begrenzt, im Süden vom Gebirgszug der Karawanken. Drauabwärts geht das Tal in das Jauntal über. In West-Ost-Richtung wird es von einer tektonischen Nahtstelle, der sogenannten Periadriatischen Naht, durchzogen. Das Rosental ist Teil des Siedlungsgebiets der Kärntner Slowenen. 

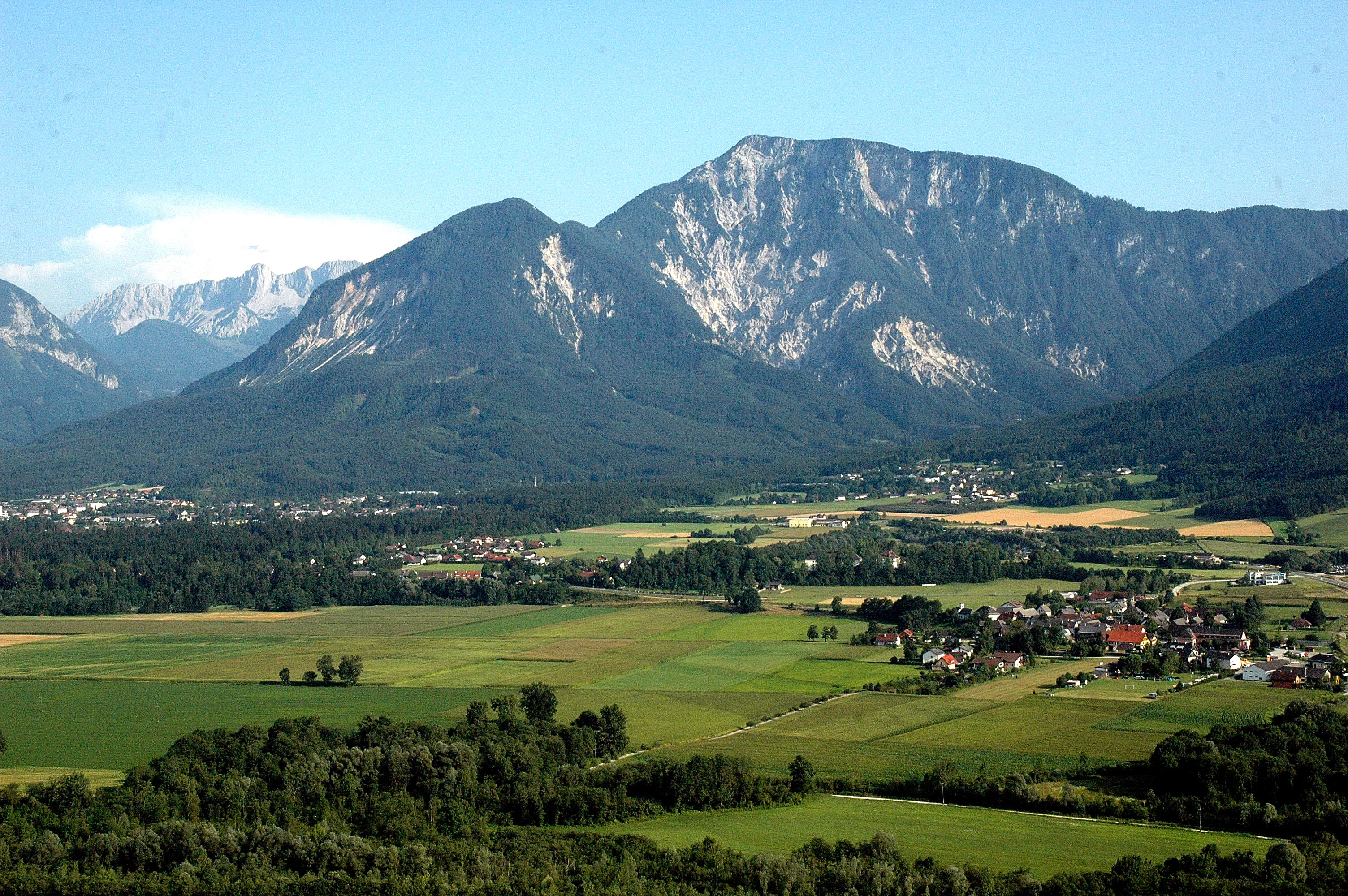
Mittleres Rosental mit Blick auf das Ferlacher Horn
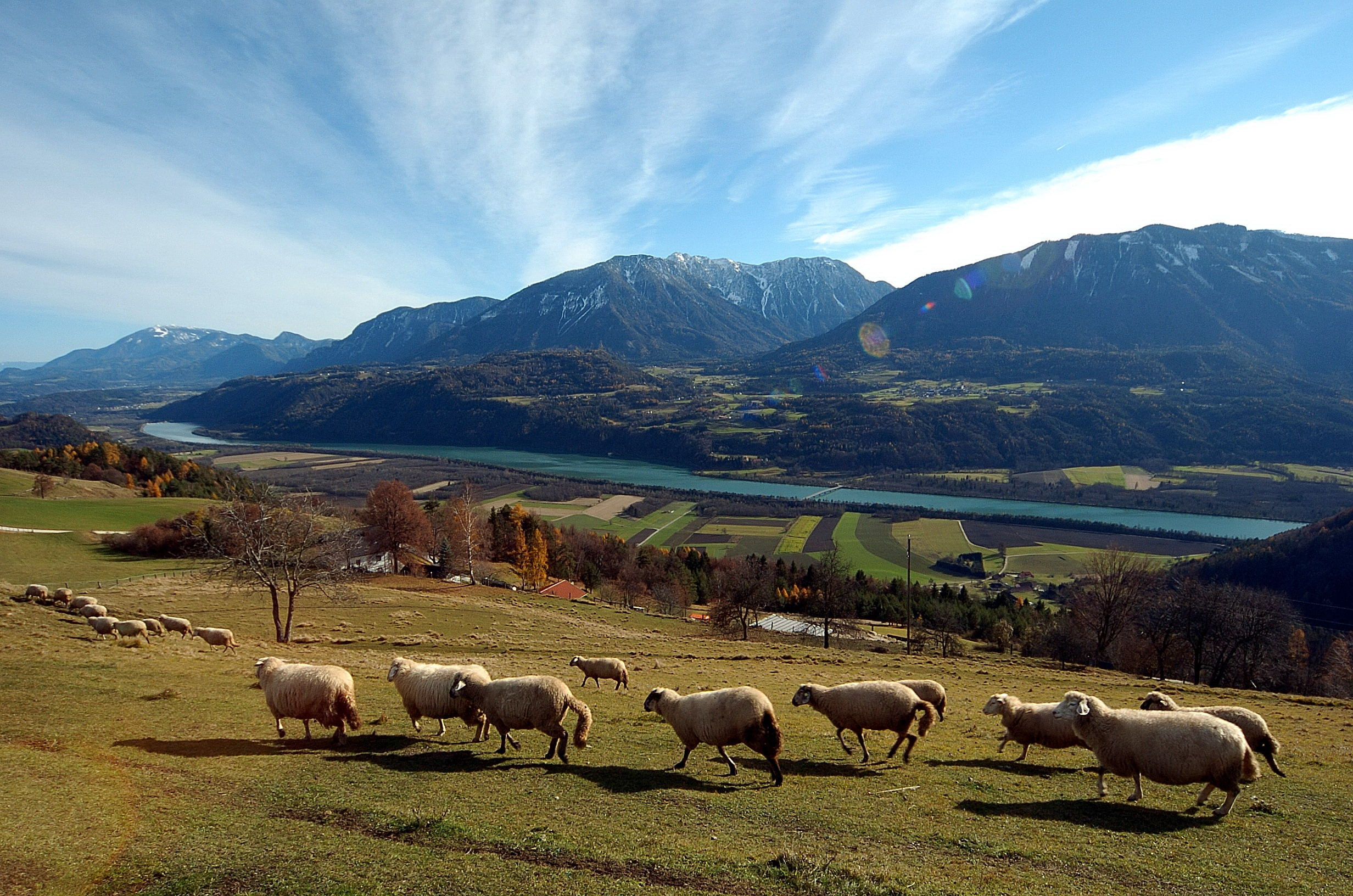
Östliches Rosental mit Hochobir und Petzen

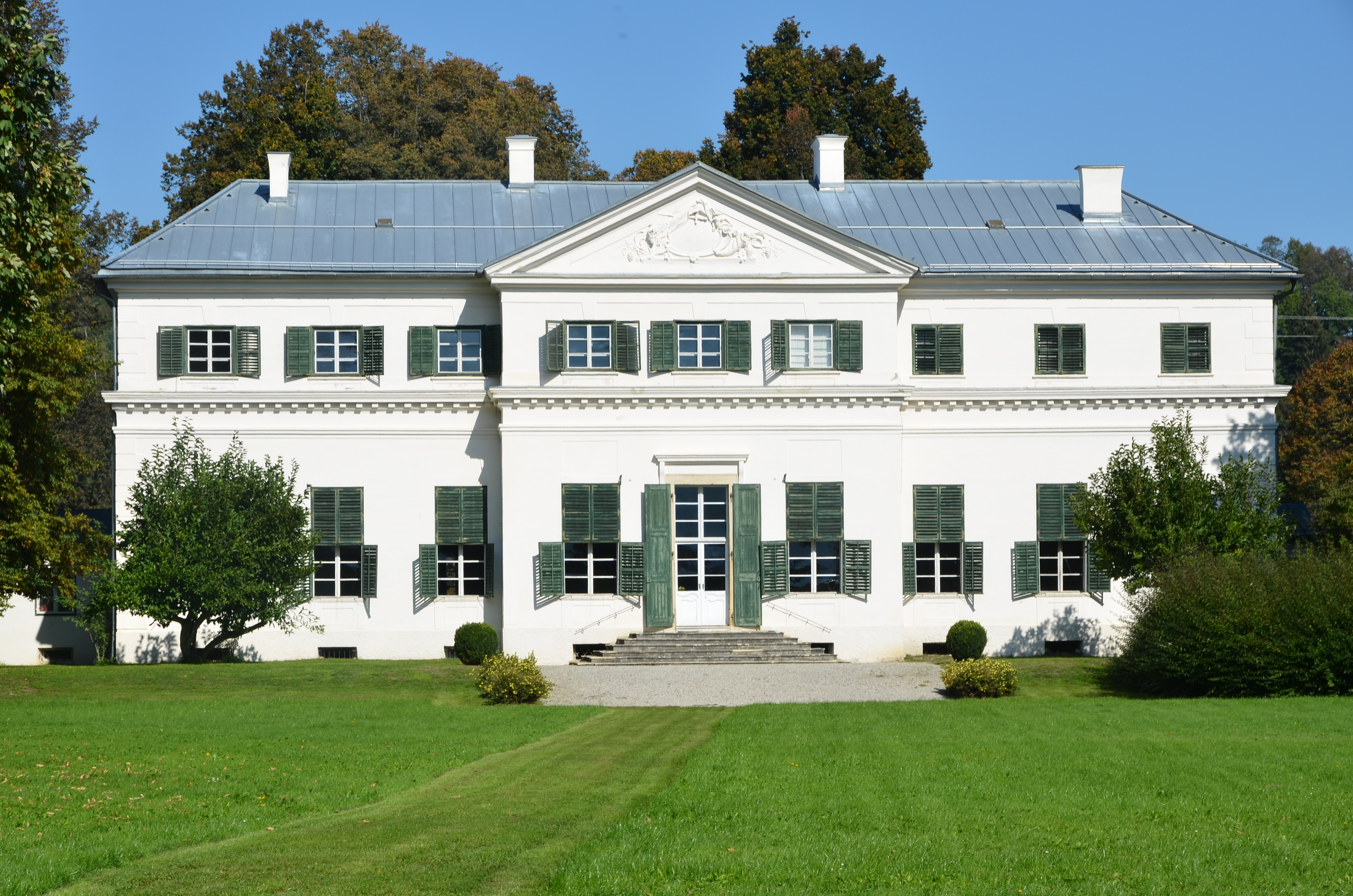
Schloss Rosegg

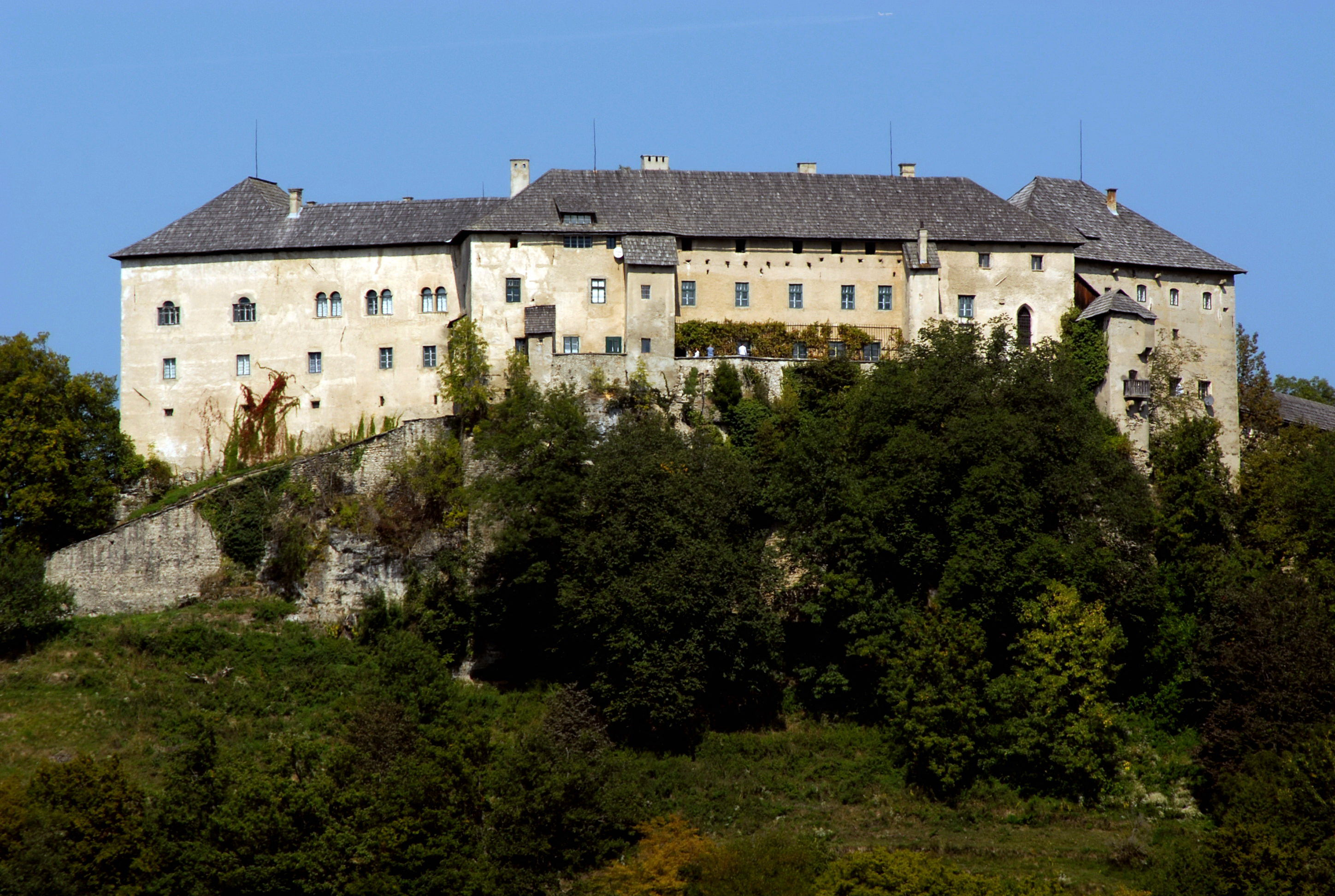
Hollenburg über dem Rosental

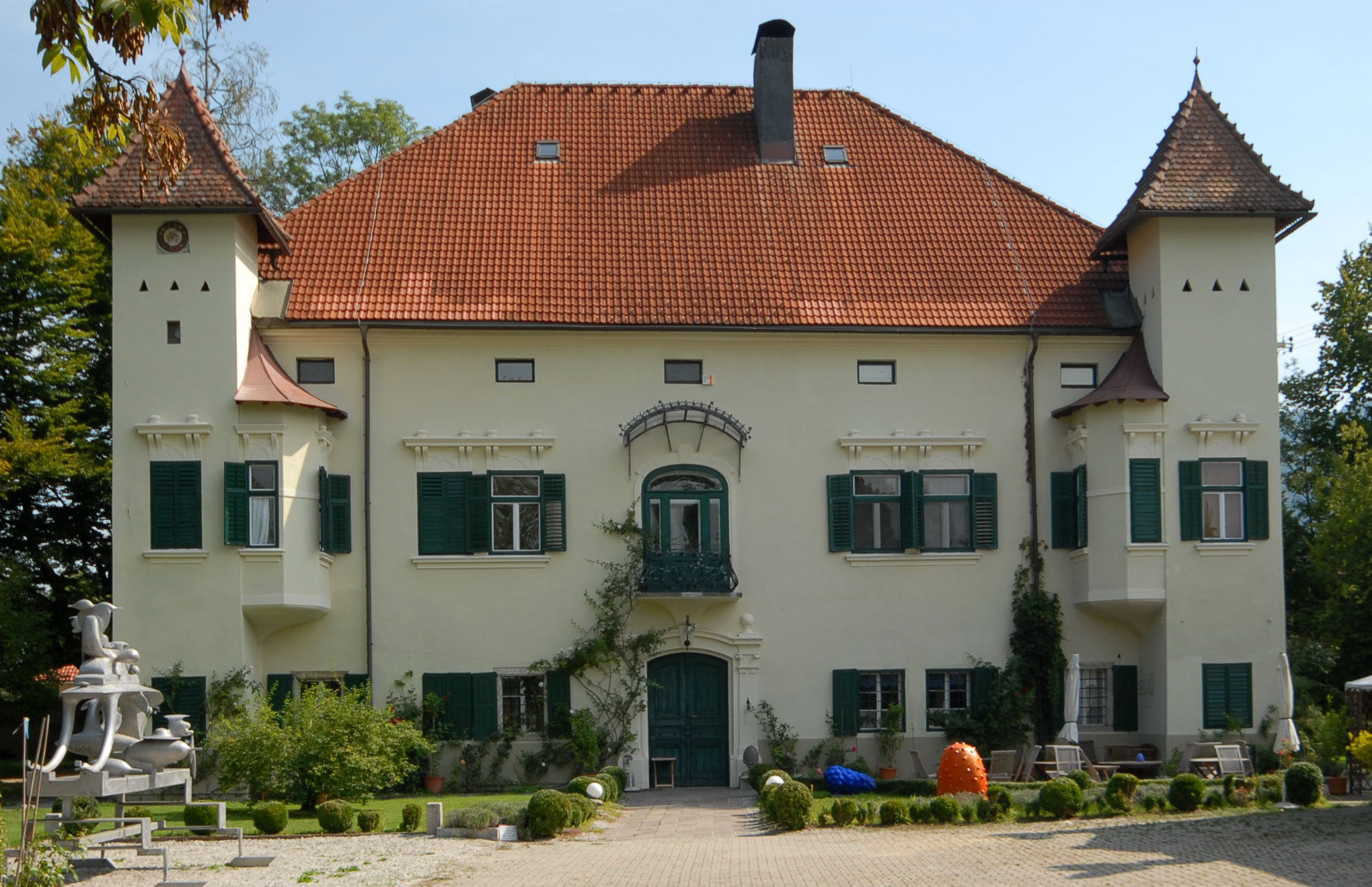
Schloss Ebenau in Weizelsdorf im Rosental

Das Rosental ist relativ dicht besiedelt. Die größten Ortschaften sind:
- Rosegg
- Ferlach
- Köttmannsdorf
- Feistritz im Rosental
- Sankt Jakob im Rosental
- Sankt Margareten im Rosental
- Finkenstein am Faaker See
- Gallizien

## Geschichte
Der Name des Tals leitet sich vom romanischen Flurnamen Rasa ab, der bereits 876 das erste Mal urkundlich erwähnt wurde und sich auf dem Gemeindegebiet des heutigen Rosegg befand. Die Herren von Ras bzw. von Rasek erbauten auf dem Burgberg von Rosegg die Burg Altrosegg. Ab 1227 wurde nun für das gesamte Obere Rosental die Bezeichnung Rastal verwendet.

## Eisenbahn

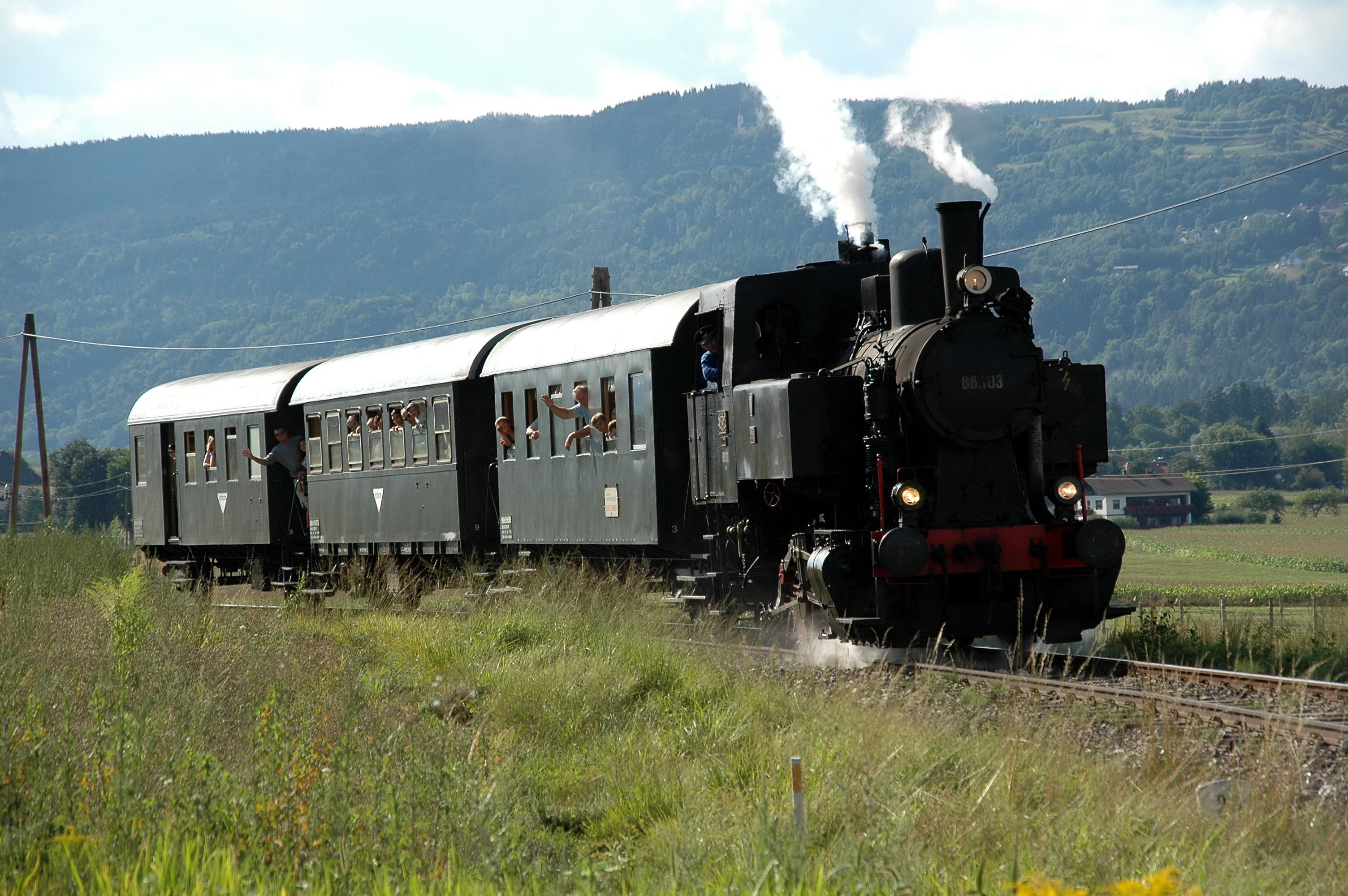
Rosentaler Dampfbummelzug bei Kirschentheuer

Die ÖBB betreiben auf der Rosentalbahn derzeit die Strecke (von Klagenfurt über Maria Rain kommend) Weizelsdorf bis Rosenbach-Staatsgrenze.
Eine Besonderheit stellen die Rosentaler Dampfbummelzüge während der Sommermonate dar. Weiters gibt es noch einen planmäßigen Verkehr zu Nikolaus und zu Weihnachten.
Von der Ortschaft Weizelsdorf fährt man in alten Waggons der NBiK, gezogen von einer Dampflokomotive, nach Ferlach, wo ein Besuch des Historama-Verkehrsmuseums auf dem Programm steht.

## Sonstiges
Das Rosental ist als Genussregion Rosentaler Carnica Biene Mitglied der Genussregion Österreich, der Honig der hier traditionell vorkommenden Kärntner Biene wurde auch im Register der Traditionellen Lebensmittel aufgenommen. Aus Veröffentlichungen des Kärntner Carnica-Züchters Hans Peschetz geht jedoch hervor, dass sich die Rosentaler Biene von der Carnica Kärntner Biene durch den Einfluss der italienischen Bienen markant unterscheidet.